# Nuevo Brasil
Nuevo Brasil är en ort i Mexiko.   Den ligger i kommunen Villa Comaltitlán och delstaten Chiapas, i den sydöstra delen av landet, 800 km sydost om huvudstaden Mexico City. Nuevo Brasil ligger 87 meter över havet och antalet invånare är 598.
Terrängen runt Nuevo Brasil är varierad. Runt Nuevo Brasil är det ganska tätbefolkat, med 104 invånare per kvadratkilometer. Närmaste större samhälle är Huixtla, 9,6 km sydost om Nuevo Brasil. I omgivningarna runt Nuevo Brasil växer i huvudsak städsegrön lövskog.